# Edwin Welte
Edwin Emil Welte (* 28. März 1876 in Freiburg im Breisgau; † 4. Januar 1958 ebenda) war Teilhaber und langjähriger Geschäftsführer des Herstellers von mechanischen Musikwerken M. Welte & Söhne und Miterfinder des Reproduktionklaviers Welte-Mignon. Von 1925 bis 1936 entwickelte er die Lichttonorgel bis zur Serienreife, eine der ersten elektronischen Orgeln.

## Leben

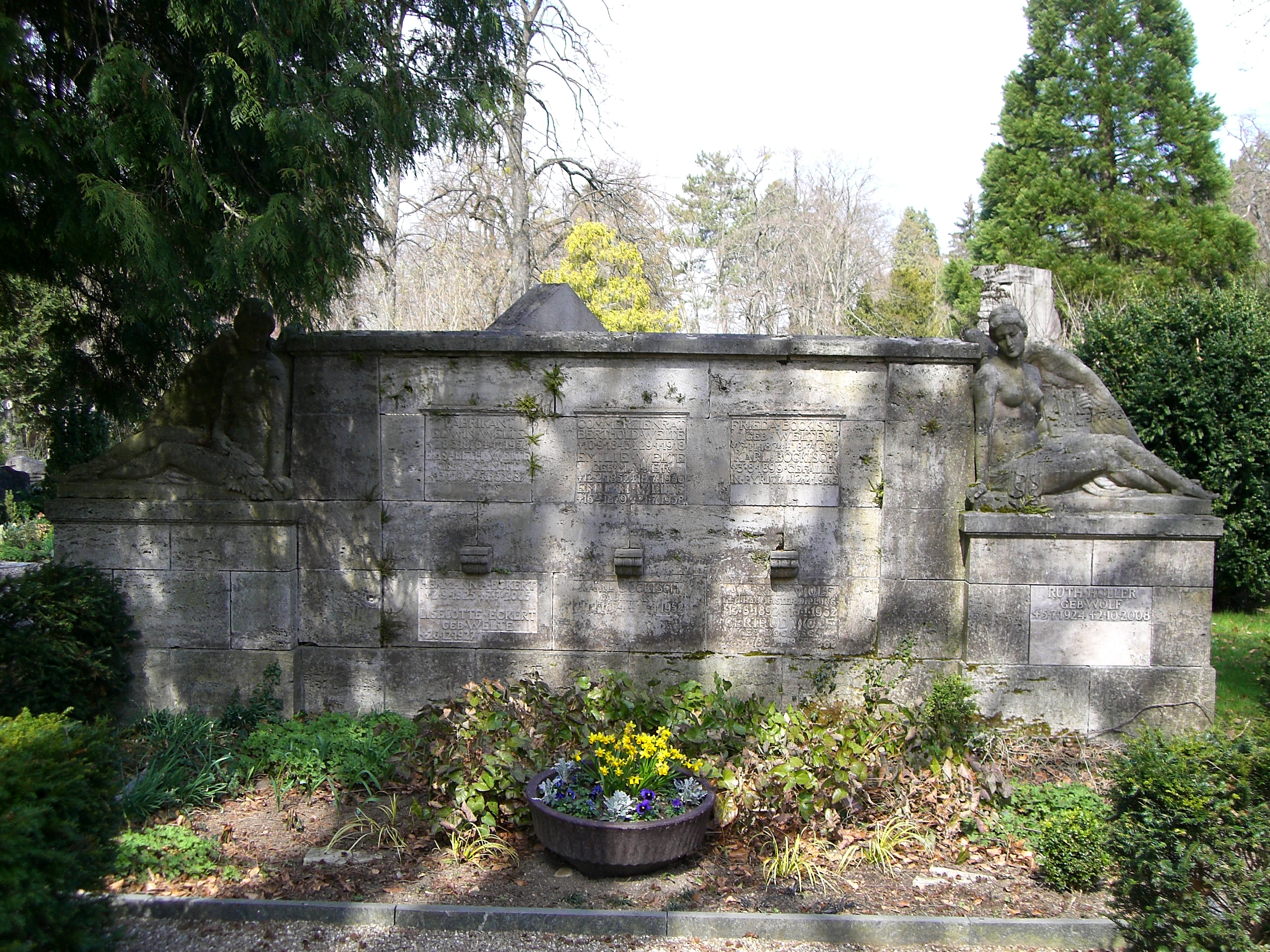
Grab Weltes auf dem Hauptfriedhof Freiburg im Breisgau

Edwin Welte war der Sohn von Berthold Welte und der Enkel des berühmten Spieluhrenmachers Michael Welte.
Er besuchte die Großherzogliche Realschule in Freiburg, die er mit dem Abitur abschloss.
1897 heiratete er die drei Jahre ältere Betty Dreyfuss (1873 Freiburg – 1955 Jefferson County (Kentucky)/Louisville (Kentucky)), die Tochter von Samuel Dreyfuss und dessen Frau Fanny geb. Goldschmidt. Deren Bruder Bernhard wurde in den USA als Barney Dreyfuss – wie er sich in den USA nannte – eine Berühmtheit im Baseball. Die Verbindung mit der Familie Dreyfuss war wohl nicht ganz unwichtig bei der späteren Vermarktung der Welte-Mignon-Instrumente in den USA.
1900 trat er zusammen mit seinem Schwager Karl Bockisch als Teilhaber in die Firma ein, die nun als GmbH firmierte; 1904 meldete er gemeinsam mit Karl Bockisch das Verfahren zur Herstellung der Reproduktionsklaviere als Deutsches Reichspatent 162.708 an. Dieses wurde unter dem Titel Vorrichtung an mechanischen Tasteninstrumenten zur Abstufung des Tastenanschlages patentiert. Zahlreiche Patente weltweit folgten. In den USA hatte man allerdings langjährige Gerichtsverfahren durchzustehen, da das Patent dort angefochten wurde. Erst 1911 wurde das Patent in den USA unanfechtbar und auch erteilt. Dieses Patent war die Grundlage für das sehr erfolgreiche Reproduktionssystem für Klaviere Welte-Mignon; die ersten Instrumente wurden 1905 auf den Markt gebracht.
Mit diesem System war es möglich, das einmal eingespielte Spiel eines Pianisten inklusive der Anschlagsdynamik weitestgehend originalgetreu wiederzugeben. Dieses technische Wunderwerk war damals wie heute eine Sensation und erlaubt mit den wenigen gut erhaltenen Instrumenten eine authentische Wiedergabe der Aufnahmen.
1912 folgte in den USA die Gründung einer Aktiengesellschaft, der „M. Welte & Sons“., Inc. in New York City und der Aufbau einer Fabrikanlage in Poughkeepsie, N.Y., die US-Niederlassung ging im Ersten Weltkrieg verloren. 1931 war das Unternehmen durch die Einführung neuer Technologien wie Schallplattenspieler, Rundfunk und Tonfilm in wirtschaftliche Schwierigkeiten geraten, der Absatz der teuren Instrumente war völlig zum Erliegen gekommen. Nur durch einen gerichtlichen Vergleich konnte der Konkurs abgewendet werden. Edwin Welte trat als Teilhaber und Geschäftsführer aus. Karl Bockisch führte die Firma zusammen mit seinem Sohn Karl Bockisch jr. (1899–1945) alleine weiter.
Seit 1925 hatte sich Edwin Welte weitgehend der Entwicklung der Lichttonorgel gewidmet, die er bis zur Serienreife brachte. Dies war eine von rotierenden Tonscheiben vor einer Photozelle gesteuerte elektronische Orgel. 1936 wurde diese in der Berliner Philharmonie vorgestellt. Aber die Tatsache, dass er mit einer jüdischen Frau verheiratet war, brachte das Projekt zum Scheitern, da er von den Nationalsozialisten als politisch unzuverlässig eingestuft wurde. Alle Versuche, dem Projekt doch noch zum Erfolg zu verhelfen, scheiterten an der negativen Einschätzung der Nationalsozialisten.
Als nach dem Krieg der fast 70-Jährige erneut versuchte, das Projekt wiederzubeleben, war die Entwicklung anderer elektronischer Orgeln, wie der Hammond-Orgel, soweit fortgeschritten, dass er inzwischen chancenlos geworden war. Am 4. Januar 1958 starb Edwin Welte mit 81 Jahren in seiner Geburtsstadt Freiburg im Breisgau.

## Ehrungen
- Mecidiye-Orden 5. Klasse (1900)
- Kaiserlicher Hof-Orchestrion-Lieferant des Sultans Abdülhamid II. (1903)
- Osmanje-Orden 4. Klasse (1904)